# Сиссе, Ибраима
Ибраима́ Сиссе́ (фр. Ibrahima Cissé; 28 февраля 1994, Льеж, Бельгия) — бельгийский и гвинейский футболист, полузащитник клуба «Дибба Аль-Хисн». Выступал в молодёжной сборной Бельгии, с 2018 года — в составе сборной Гвинеи. Серебряный призёр чемпионата Бельгии 2013/14 в составе клуба «Стандард» (Льеж).

## Карьера
Родился и вырос в Бельгии, где играл за различные юношеские сборные (в 2010—2011 годах — до 17 лет, осенью 2011 года — до 18, осенью 2012 года — до 19 и с августа 2012 по ноябрь 2015 — до 21 года). Позже, в марте 2018 года, заключил соглашение с национальной сборной Гвинеи, в это время взявшей курс на привлечение игроков с двойным гражданством.

### «Стандард» и «Мехелен»
Клубную карьеру начал в льежском «Стандарде», где провёл 7 лет в молодёжных командах прежде чем подписать профессиональный контракт в 2011 году. В разные годы играл на позициях центрального и правого защитника и атакующего полузащитника, в начале профессиональной карьеры закрепился на месте правого защитника, а в сезоне 2013/14, когда команду тренировал Гай Лузон, перешёл на позицию опорного полузащитника («шестого номера»). По итогам этого сезона стал со «Стандардом» серебряным призёром чемпионата Бельгии.
В 2014 году перешёл в «Мехелен», где играл два сезона. Летом 2016 года вернулся в «Стандард», подписав четырёхлетний контракт. За сезон 2016/17 провёл за «Стандард» 27 матчей.

### «Фулхэм»
Лондонский «Фулхэм» пытался подписать игрока из клуба «Стандарт Льеж» в январе 2017 года, переход состоялся 7 июля 2017 года и стороны договорились не разглашать сумму трансфера. 1 февраля 2020 года «Фулхэм» и футболист договорились о расторжении контракта по обоюдному согласию.

### «Серен»
В 2020 году присоединился к составу бельгийского клуба «Серен», в это время выступавшего в 1-м дивизионе Б (второй эшелон чемпионата Бельгии). Вскоре после перехода получил травму мениска и за весь первый сезон с клубом отыграл за него только три матча во всех соревнованиях. В сезоне 2021/22, однако, Сиссе играл важную роль в организации обороны команды, вернувшейся в высший дивизион, и выходил на поле в 35 играх.

### «Урал»
8 сентября 2022 года екатеринбургский «Урал» объявил о подписании контракта с Сиссе. 5 июня 2024 года покинул «Урал» из-за окончания контракта.

### «Дибба Аль-Хисн»
Летом 2024 года перешёл в клуб из ОАЭ «Дибба Аль-Хисн».

### Сборная Гвинеи
Поскольку в ходе юношеской карьеры Сиссе представлял бельгийские команды, ему понадобилось разрешение ФИФА, чтобы выступать за национальную сборную Гвинеи. Это разрешение было получено в начале сентября 2018 года, незадолго до матча отборочного турнира Кубка африканских наций со сборной ЦАР. Эта игра для уроженца Бельгии стала дебютной в составе гвинейской сборной. В октябре в гостевом матче против сборной Руанды Сиссе, вышедший на замену, забил второй гол своей команды, которая победила со счётом 2:0. На самом Кубке африканских наций в 2019 году он сыграл во всех четырёх матчах сборной (три игры в группе и поражение от сборной Алжира в 1/8 финала).
Вернулся в сборную на игры Кубка африканских наций 2021, где в первом матче вышел на замену, а во втором, со сборной Сенегала, уже появился на поле в стартовом составе. Как и в 2019 году, гвинейцы выбыли из борьбы за титул в 1/8 финала.